# Chiusa di Pesio
Chiusa di Pesio är en ort och kommun i provinsen Cuneo i regionen Piemonte i Italien. Kommunen hade 3 650 invånare (2018).